# توکا-بلدرچین دارچینی
توکا-بلدرچین دارچینی (نام علمی: Cinclosoma cinnamomeum) گونه‌ای کوچک تا متوسط از پرندگان است که بومی استرالیا است. این پرنده در مناطق خشک و نیمه‌خشک مرکز استرالیا یافت می‌شود.